# Чемпіонат Європи з легкої атлетики серед юнаків 2021
Чемпіонат Європи з легкої атлетики серед юнаків 2021 мав був проведений 26-29 серпня в Рієті на стадіоні «Рауль Гвідобальді».
Надання італійському місту права проводити європейську легкоатлетичну першість серед юнаків (атлетів у віці до 18 років) було анонсовано 9 травня 2019.
За регламентом змагань, до участі у першості допускались спортсмени, які виповнювали впродовж кваліфікаційного періоду встановлені нормативи та вимоги.
Змагання первісно мало відбутись 16-19 липня 2020, проте, з огляду на пандемію коронавірусної хвороби, Європейська легкоатлетична асоціація спочатку ухвалила рішення перенести проведення чемпіонату на 2021.
1 квітня 2021 було зрештою оголошено про скасування змагань з огляду на очікуваний стан пандемічної ситуації та пов'язані з нею труднощі з проведенням чемпіонату.